# Archbolds nachtzwaluw
De Archbolds nachtzwaluw (Eurostopodus archboldi) is een vogel uit de familie Caprimulgidae (nachtzwaluwen). De vogel is genoemd naar de Amerikaanse zoöloog en ontdekkingsreiziger Richard Archbold, die een eerste exemplaar van deze vogel heeft verzameld tijdens zijn eerste expeditie in 1933-1934 naar Nieuw-Guinea. 

## Verspreiding en leefgebied
Deze soort is endemisch in Nieuw-Guinea.